# Кветта-
Кветта- (международное обозначение: quetta-, сокращённое Q) — приставка в Международной системе единиц (СИ), обозначающая умножение основной единицы измерения на 1030 (нониллион). Принята на XXVII Генеральной конференции по мерам и весам в 2022 году.
«Q» оставалась одной из двух букв, не используемых для префиксов других единиц. Название «кветта» было выбрано из-за того, что оно начиналось с этой буквы, а также из-за его небольшого сходства с греческим словом «десять» (др.-греч. δέκα; произносится «де́ка»).
Примеры:
- Масса Юпитера составляет около 1,898 кветтаграмма.
- Кинетическая энергия обращения Земли вокруг Солнца составляет около 2700 кветтаджоулей.
- Планковская температура составляет 141,678 кветтакельвина.
- Цивилизация III типа по шкале Кардашёва потребляет как минимум 1 000 000 кветтаватт.